# Estación Caballito (soterrada)
Caballito será una futura estación del soterramiento del ferrocarril Sarmiento. Se ubicará en el barrio porteño del mismo nombre.